# Kîrîcikove, Pokrovske
Kîrîcikove (în ucraineană Киричкове) este un sat în comuna Orlî din raionul Pokrovske, regiunea Dnipropetrovsk, Ucraina.

## Demografie
Componența lingvistică a localității Kîrîcikove
     Ucraineană (99,06%)
     Alte limbi (0,94%)
Conform recensământului din 2001, majoritatea populației localității Kîrîcikove era vorbitoare de ucraineană (99,06%), existând în minoritate și vorbitori de alte limbi.